# The Great Escape
The Great Escape je čtvrté řadové album britské skupiny Blur, které vyšlo v roce 1995. Texty na albu se většinou všechny dotýkají tématu osamělosti (deset písní z patnácti).

## Seznam písní
1. "Stereotypes" – 3:10
2. "Country House" – 3:57
3. "Best Days" – 4:49
4. "Charmless Man" – 3:34
5. "Fade Away" – 4:19
6. "Top Man" – 4:00
7. "The Universal" – 3:58
8. "Mr. Robinson's Quango" – 4:02
9. "He Thought of Cars" – 4:15
10. "It Could Be You" – 3:14
11. "Ernold Same" – 2:07
12. "Globe Alone" – 2:23
13. "Dan Abnormal" – 3:24
14. "Entertain Me" – 4:19
15. "Yuko and Hiro" – 5:24

Japonské bonusové písně
16. "Ultranol" – 2:41
17. "No Monsters in Me" – 5:14

## Umístění ve světě
| Hitparáda      | Umístění |
| -------------- | -------- |
| Velká Británie | 1        |
| USA            | 150      |